# 五所川原車站
五所川原車站（日语：／ Goshogawara eki */?）是一位於日本青森縣五所川原市大町，由東日本旅客鐵道（JR東日本）與津輕鐵道所共用的鐵路車站。雖然兩家公司是共用車站設施，但為了區隔所屬系統與路線的差異，津輕鐵道的部分特別以津輕五所川原車站（津軽五所川原駅）命名。五所川原是所在地五所川原市的主車站，也是JR東日本五能線與津輕鐵道線的交會點，一些等級較高的快速或臨時快速列車皆有在本站停靠。2002年（平成14年）入選東北車站百選。

## 車站

### JR東日本
島式月台1面2線的地面車站。站舍與月台以跨線天橋連絡。2號月台是並行的留置線，作為此站到發的臨時列車留置之用。

#### 月台配置
| 月台 | 路線    | 方向 | 目的地                     |
| ---- | ------- | ---- | -------------------------- |
| 1    | ■五能線 | 上行 | 鰺澤、深浦方向             |
| 1    | ■五能線 | 下行 | 板柳、弘前方向（此站始發） |
| 2    | ■五能線 | 下行 | 板柳、弘前、青森方向       |

### 津輕鐵道
側式月台1面1線的地面車站。與JR共用通道及跨線天橋。但是站舍與閘口不同。

#### 月台配置
| 月台 | 路線        | 目的地             |
| ---- | ----------- | ------------------ |
| 3    | ■津輕鐵道線 | 金木、津輕中里方向 |

## 相鄰車站
※臨時快速 Resort白神的相鄰停車站參見白神的條目。
東日本旅客鐵道
■五能線
木造－五所川原－陸奧鶴田
津輕鐵道
■津輕鐵道線
津輕五所川原－十川

## 外部連結
- （日語）五所川原車站（JR東日本）（页面存档备份，存于）

1. 1 2 3 4 5 6   . 週刊朝日百科. . 朝日新聞出版. 2013-03-17: 27.